# شنده
شنده روستایی از توابع بخش چندار شهرستان ساوجبلاغ در استان البرز ایران است.

## جمعیت
این روستا در دهستان چندار قرار دارد و براساس سرشماری مرکز آمار ایران در سال ۱۳۸۵، جمعیت آن ۹۷۰ نفر (۲۸۰خانوار) بوده‌است.

## زبان گفتاری
مانند بسیاری از روستاهای شهرستان ساوجبلاغ مردم شنده هم تات‌زبان هستند.